# Llac Txagan
El Llac Txagan (o Llac Balapan) a l'estat de Kazakhstan, és un llac creat per la prova nuclear Txagan llançat el 15 de gener de 1965, part de les explosions nuclears per a l'Economia Nacional. Es va omplir amb aigua del riu Txagan. Sovint es fa referència com a «Llac Atòmic,» el volum del llac del cràter és d'aproximadament 100.000 m³ i el llac encara é radioactiu, tot i que ha decaigut fins al punt on la gent hi pot nedar. Cap al sud, la vora del cràter reté les aigües d'un segon embassament.